# Chaeturichthys
A Chaeturichthys a csontos halak (Osteichthyes) főosztályának a sugarasúszójú halak (Actinopterygii) osztályába, ezen belül a sügéralakúak (Perciformes) rendjébe, a gébfélék (Gobiidae) családjába és a Gobionellinae alcsaládjába tartozó nem.

## Rendszerezés
A nembe az alábbi 2 faj tartozik:
- Chaeturichthys jeoni Shibukawa & Iwata, 2013
- Chaeturichthys stigmatias Richardson, 1844 - típusfaj